# もりやねこ
もりやねこ（1968年7月9日 - ）は、 横浜市出身の成人コミック漫画家。ロリコン系漫画家の系列に属する。

## 著作
- 秘密のファーストデート（ISBN 4-87183-033-0 1987年）
- マジカルシャワー（ISBN 4-88672-501-5 1987年）
- マーメイドキッス（1987年）
- ぱじゃまパーティ（1987年）
- スイート・メモリー（ISBN 4-88672-515-5 1988年）
- シークレット・ラブ（1988年）
- シュガータイム（1988年）
- ちょっとHなお勉強（1989年）
- 美少女 ぱにつく（1989年）
- ピンク・シャワー（ISBN 4-88672-523-6 1990年）
- そんなバナナ（1990年）
- 魅惑のプレイルーム（1990年）
- マドンナクラブ（1993年）
- ヴィーナスクラブ（1993年）
- イリュージョンダンス（1994年）
- ヒップ ライン（1994年）
- ピーリング・ガールズ（1994年）
- ピュアクィーン（1995年）
- ビキニライン（ISBN 4-7659-0317-6 1996年）
- フレンチレッスン（ISBN 4-87182-199-4 1996年）
- バストライン（1996年）
- フェティッシュ（1996年）
- スペルマ・シャワー（1997年）
- テイッシュガールズ（1997年）
- お姉サマの乱交クラブ（ISBN 4-88532-470-X 1998年）
- 悪戯（1998年）
- 舐めまくり（ISBN 4-7659-0848-8 1998年）
- 愛の淫女隊（2000年）
- スペルマ天使（2001年）
- ミニスカ学園淫女隊（ISBN 4-7659-0905-0 2002年）